# Hans Hilfiker

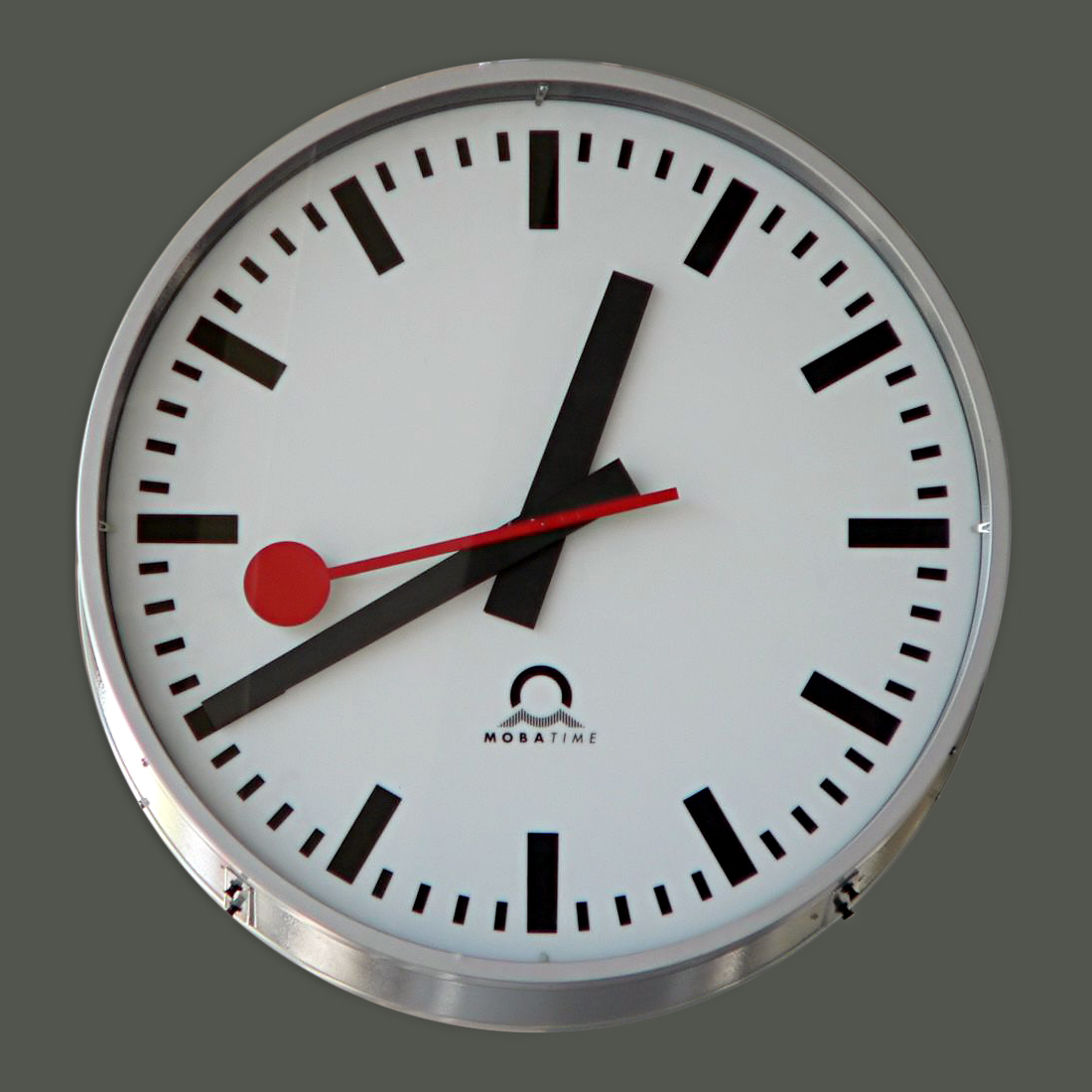
L'horloge officielle des CFF, créée par Hilfiker.

Hans Hilfiker, né le 15 septembre 1901 à Zurich et mort le 2 mars 1993 à  Gordevio (Tessin), est un ingénieur et designer suisse.

## Biographie
Après quelques années passées en Argentine comme ingénieur des télécommunications, il entre aux chemins de fer fédéraux en 1932. À ce poste, il conçoit plusieurs objets de design, parmi lesquels le cadran de l'horloge officielle en 1944. Il travaille ensuite dès 1958 pour un fabricant de cuisines, puis, dès 1968 dans une entreprise de design.